# William B. Franklin
William Buel Franklin (27 de febrero de 1823 - 8 de marzo de 1903) fue un oficial del Ejército de los Estados Unidos de carrera y un general del Ejército de la Unión en la guerra civil estadounidense. Ascendió al rango de comandante de cuerpo en el Ejército del Potomac, luchando en varias batallas notables en el Teatro Oriental de la Guerra Civil. También se distinguió como ingeniero civil antes y después de la guerra.

## Primeros años de vida y carrera militar
William B. Franklin nació en York, Pensilvania, de Walter S. Franklin y Sarah Buel. Su padre fue secretario de la Cámara de Representantes de los Estados Unidos desde 1833 hasta 1838. Uno de sus bisabuelos, Samuel Rhoads, fue miembro del Primer Congreso Continental de Pensilvania.
El futuro presidente James Buchanan, entonces senador, nombró a Franklin para la Academia Militar de los Estados Unidos en junio de 1839. Franklin se graduó primero en la clase de 1843 y se unió al Cuerpo de Ingenieros Topográficos. Su primera tarea fue ayudar en el estudio de los Grandes Lagos. Luego, fue enviado a las Montañas Rocosas por dos años para inspeccionar la región con la Expedición Stephen W. Kearny, sirvió bajo el mando del General John E. Wool durante la Guerra México-Americana y recibió un ascenso a teniente primero después de la Batalla de Buena Vista.
A su regreso de México, Franklin fue asignado a varias tareas de ingeniería civil en el Departamento de Guerra en Washington D. C. En 1857, recibió el ascenso a capitán y fue nombrado Ingeniero del Ejército Secretario de la Junta del Light House con la tarea de supervisar la construcción de varios faros a lo largo de la Costa Atlántica en New Hampshire y Maine. En noviembre de 1859, reemplazó a Montgomery C. Meigs como ingeniero encargado de supervisar la construcción del Capitolio de los Estados Unidos. En marzo de 1861, justo antes del estallido de la Guerra Civil, fue nombrado arquitecto supervisor del nuevo edificio del Tesoro en Washington.
En 1852, Franklin se casó con Anna L. Clarke, hija de Matthew St. Clair Clarke, quien había precedido a su padre como secretario de la Cámara de Representantes. Los Franklin no tenían hijos.

## Guerra Civil
Poco después del comienzo de la Guerra Civil, Franklin fue nombrado coronel de la 12.ª Infantería de los Estados Unidos, pero tres días después, el 17 de mayo de 1861, fue ascendido a brigadier general de voluntarios.

### Teatro del Este
Franklin se convirtió en coronel de la 12.ª Infantería de EE. UU. el 18 de junio de 1861. Comandó una brigada en Bull Run y luego se convirtió en comandante de división en el recién creado Ejército del Potomac. Franklin fue ascendido a brigadier general de voluntarios el 20 de agosto (con fecha del 17 de mayo). En marzo de 1862, el ejército se convirtió en cuerpo, y Franklin fue nombrado jefe del VI Cuerpo, que luego dirigió en la Campaña de la Península. El VI Cuerpo no vio combates extensos en las Batallas de los Siete Días, aparte de su 2.ª División que reforzó al V Cuerpo en Gaines Mill. Franklin fue uno de los dos comandantes del cuerpo (junto con Erasmus Keyes del IV Cuerpo) que abogó por la retirada de Richmond en lugar de un contraataque. Fue ascendido a Mayor General el 4 de julio de 1862. Su comando estaba con el ejército principal y no participó en la Campaña del Norte de Virginia.
En la Campaña de Maryland, vio acción contra el general Howell Cobb en el Crampton's Gap durante la Batalla de South Mountain. Despejó la brecha de Crampton pero no avanzó más para golpear la retaguardia de las tropas de Stonewall Jackson que asediaban Harpers Ferry, lo que contribuyó a los factores que causaron la mayor rendición de las fuerzas federales durante la Guerra Civil que tuvo lugar en la Batalla de Harpers Ferry.
Durante la Batalla de Antietam, su VI Cuerpo estaba en reserva y Franklin intentó en vano convencer al General de División Edwin V. Sumner de que permitiera a su cuerpo explotar un punto débil en el centro de la Confederación, pero Sumner, que le superaba en rango, se negó.
Franklin fue un aliado incondicional del General de División George B. McClellan, parte de la razón por la que no fue considerado para el mando del Ejército del Potomac tras la destitución de este último en noviembre de 1862. Durante la Batalla de Fredericksburg, comandó una de las tres llamadas grandes divisiones - la Gran División de la izquierda, que consistía en el Cuerpo I y VI. Franklin avanzó contra el flanco derecho confederado, comandado por el Teniente General Thomas J. "Stonewall" Jackson, a través del río Rappahannock al sur de Fredericksburg, Virginia. No logró reforzar a tiempo a su mayor subordinado, el general de división George G. Meade, y perdió la oportunidad de romper las posiciones confederadas. El comandante del ejército del Potomac, el general de división Ambrose E. Burnside, culpó personalmente a Franklin por este fracaso, aunque parece haber ejecutado sus órdenes con exactitud. Otros que estaban allí no estarían de acuerdo en que Franklin ejecutara sus órdenes con exactitud. "Si la gran división de la izquierda hubiera desempeñado vigorosamente su papel en el movimiento anterior, ¿podría alguien dudar del resultado? No puedo creerlo. Si Meade, Reynolds o Hancock hubieran estado al mando a la izquierda ese día, me siento seguro de que Fredericksburg habría sido registrada como una gloriosa victoria en lugar de una horrible matanza." 
Mientras la intriga política barría el Ejército de la Unión después de la Batalla de Fredericksburg y la infame Marcha del Barro, Franklin se convirtió supuestamente en el principal instigador de la conspiración contra el liderazgo de Burnside. Burnside causó considerables dificultades políticas para Franklin a cambio, ofreciendo un testimonio perjudicial ante el poderoso Comité Conjunto del Congreso de los Estados Unidos sobre la Conducta de la Guerra y manteniéndolo alejado del trabajo de campo durante meses. Cuando Joseph Hooker asumió el mando del ejército en febrero, Franklin renunció a su mando, negándose a servir bajo su mando. Durante la campaña de Gettysburg de 1863, Franklin estuvo en York, Pensilvania, y ayudó al mayor Granville Haller a desarrollar planes para la defensa de la región contra un ataque enemigo previsto.

### Teatro Trans-Mississippi
Finalmente, Franklin fue reasignado al Departamento del Golfo en Nueva Orleáns en el llamado Teatro Trans-Misisipi, bajo el mando del General Nathaniel P. Banks. En septiembre de 1863, intentó capturar Sabine Pass durante la Segunda Batalla de Sabine Pass. La operación terminó abruptamente después de que la fuerza combinada de invasión del Ejército de la Unión y la Armada de cuatro cañoneras y siete transportes de tropas bajo el mando de Franklin perdiera dos buques de guerra[9].
En marzo-mayo de 1864, Franklin participó en la desafortunada Campaña del Río Rojo bajo Banks para ocupar el este de Texas como comandante del XIX Cuerpo. El 8 de abril de 1864, fue herido en la pierna en la batalla de Mansfield en Luisiana, pero se quedó con las tropas. Después de la batalla de Pleasant Hill fue reemplazado por el General de División William H. Emory a medida que su condición empeoraba constantemente. En julio de 1864, con licencia médica, fue capturado por los partisanos confederados del mayor Harry Gilmor en un tren cerca de Washington D. C., pero escapó al día siguiente. El resto de su carrera militar se vio limitada por la discapacidad de su herida y estropeada por su serie de desgracias políticas y de mando. No pudo servir en ningún otro comando de alto rango, ni siquiera con la ayuda de su compañero de clase de West Point, amigo y futuro presidente, Ulysses S. Grant.

## Posguerra
Después de la Guerra Civil, el General Franklin se trasladó a Hartford, Connecticut, y se convirtió en el vicepresidente de la Colt Firearms Manufacturing Company que sirvió en esa capacidad hasta 1888, así como en las juntas directivas de varias otras compañías manufactureras, incluyendo ser vicepresidente de una compañía de seguros del área de Hartford. En 1872-80, supervisó la construcción del Capitolio del Estado de Connecticut, y sirvió en otras comisiones, donde su experiencia en ingeniería demostró ser útil para el público. Contribuyó a la expansión del servicio público de agua de Hartford, entre otros logros de ingeniería. Por dos años también sirvió como ayudante general de la milicia del estado de Connecticut.
En 1872, una facción del Partido Demócrata de Pensilvania y Nueva Jersey se dirigió a Franklin para que se presentara contra Horace Greeley para la nominación del partido como Presidente de los Estados Unidos, una tarea que rechazó, alegando la necesidad de unidad del partido. Fue delegado de la Convención Nacional Demócrata de 1876. Durante las elecciones presidenciales de 1876, fue elector de Samuel J. Tilden. En junio de 1888, después de retirarse de Colt Firearms, fue nombrado Comisionado General de los Estados Unidos para la Exposición de París de 1889. En 1880-1899, fue presidente de la Junta de Directores del Hogar Nacional de Soldados Voluntarios Discapacitados.
William Franklin murió en Hartford, Connecticut el 8 de marzo de 1903 por complicaciones de senilidad y fue enterrado en el cementerio de Prospect Hill (York, Pensilvania). Fue uno de los relativamente pocos oficiales generales de la Guerra Civil que vivieron en el siglo XX.

## Reconocimiento
En 1861, Franklin fue elegido Miembro Hereditario de la Sociedad de Pensilvania de Cincinnati. Se convirtió en miembro de la Orden Militar de la Legión Leal de los Estados Unidos. En 1887, se unió al Club Azteca de 1847 y también fue miembro de la Sociedad de Guerra Colonial de Connecticut. The York County Heritage Trust en York, Pensilvania, conserva muchos de sus documentos y efectos personales de la Guerra Civil.